# Expomil
Expomil este o expoziție de tehnică militară organizată inițial o dată la doi ani, actualmente anual în România, în cadrul Complexului Expozițional Romexpo.
În anul 2009, expoziția a avut loc în perioada 11-14 noiembrie..
În anul 2003, expoziția se afla la a treia ediție, participând un număr de 70 de companii din România și 58 din alte 16 țări.
În anul 2007, expoziția a reunit 100 de expozanți, și s-a întins pe o suprafață de 8.500 mp în cadrul Romexpo.